# Nunca asistas a este tipo de fiestas
 Nunca asistas a este tipo de fiestas és una pel·lícula argentina de terror de 2000 dirigida per Pablo Parés, Hernán Sáez i Paulo Soria sobre el seu propi guió, escrit sobre una idea original de Pablo Parés i Berta Muñiz. És protagonitzada per Pablo Parés, Berta Muñiz, Walter Cornás i Juani Conserva. El film va tenir una preestrena el 4 de desembre de 2000, però mai es va estrenar comercialment. En el 2009 es va estrenar la seqüela, Nunca más asistas a este tipo de fiestas.

## Argument
Un pare militar retirat, ferm però just, i el seu fill, bonifaci i incapaç de fer mal, surten a pescar i es topen amb sis joves borratxos, drogoaddictes, ateus, homosexuals i comunistes que se li apareixen al fill com una nova forma de vida, i el seu pare es fa càrrec de la situació.

## Repartiment
- Pablo Parés... Rolo
- Berta Muñiz... Ernesto Santoro / veu de Beto
- Walter Cornás... Quique
- Juani Conserva... Fito Santoro
- Paulo Soria... El Colo / veu de César
- Hernán Sáez... Lucho
- Nicanor Loreti... Beto
- Paz Cogorno... Karina
- Sandra De Vinzenzi... Vicky
- Urco Urquiza... César
- Juan Bautista Dartiguelongue... Xofer
- Olga Muñiz... El Pombero
- Constanza Boquet... Mariana
- Sebastián De Caro... Nicolás Estevinsky

## Declaracions dels participants
Paulo Soria va explicar la formula per a l'argument del film a Luis Lucchesi, en un reportatge per a la revista La Cosa:
| « | ”Noche de Brujas més Clave de Sol, més Rambito y Rambón. Aquesta és la fusió d'estils per a la pel·lícula. Aquests referents màxims. | » |

Berta Muñiz va declarar en la revista La Cosa:
| « | ”En realitat Nunca asistas…va néixer com un «break» de Plaga Zombie 2. Erem tips i fastiguejats de zombis.” | » |